# Мелец
Мѐлец (на полски: Mielec) е град в Югоизточна Полша, Подкарпатско войводство. Административен център е на Мелешки окръг, както и на селската Мелешка община, без да е част от нея. Самият град е обособен в самостоятелна градска община с площ 46,89 км2.

## География
Градът се намира в историческия регион Малополша. Разположен е край десния бряг на река Вислок в географския макрорегион Сандомежка котловина.

## История
За пръв път селището е споменато в една була на папа Григорий IX от 1229 г. През 1470 г. Мелец получава градско право. Във владение е на рода Мелецки от неговото основаване до 1771 г. След първото разделяне на Жечпосполита през 1772 г. влиза в границите на австрийската административна територия Галиция и Лодомерия.

## Население
Според данни от полската Централна статистическа служба, към 1 януари 2014 г. населението на града възлиза на 61 096 души. Гъстотата е 1303 души/км2.

## Административно деление
Административно градът е разделен на 18 микрорайона (ошедли):
- Борек
- Войслав
- Волношчи
- Джюбков
- Жеромски
- Жохов
- Кажимеж Велики
- Килински
- Коперник
- Кошцюшко
- Кусочински
- Лотников
- Мошчиска
- Неподлеглошчи
- Смочка
- Смочка I
- Циранка
- Шафер

## Промишленост
Градът е известен с производството на самолети. В него се намира авиационните заводи По̀лске Закла̀ди Льотнѝче (Polskie Zakłady Lotnicze).

## Спорт
Градът е дом на футболния клуб Стал (Мелец).

## Личности

### Родени в града
- Ян Мелецки – полски аристократ и политик
- Миколай Мелецки – полски аристократ и политик
- Тадеуш Брейер – полски скулптор
- Мариан Домбровски – полски журналист и издател
- Тадеуш Биго – полски адвокат и професор
- Станислав Лешчицки – полски географ
- Владислав Мьодунка – полски филолог и професор

## Градове партньори
- Douchy-les-Mines, Франция
- Löhne, Германия
- Мукачеве, Украйна
- Тисафьолдвар, Унгария
- Vila Nova de Poiares, Португалия

## Фотогалерия
- Вила „Оборски“
- Вила „Верински“
- Дом на културата
- Парк
- Паметник на Ян Килински
- Сградата на староството
- Стадионът на Стал (Мелец)
- Самолет PZL M28 Bryza